# Середній Муйнак
Середній Муйна́к (рос. Средний Муйнак, башк. Урта Муйнаҡ) — присілок у складі Зіанчуринського району Башкортостану, Росія. Входить до складу Муйнацької сільської ради.
Населення — 176 осіб (2010; 184 в 2002).
Національний склад:
- башкири — 100%